# Erzsébet-kilátó
Az Erzsébet-kilátó népszerű kirándulóhely Budapesten. A magyar főváros legmagasabban lévő pontján, a Budai-hegységhez tartozó, kupola alakú János-hegy tetején építették meg 527 méteres magasságban. A felépült kilátótornyot 1910. szeptember 8-án adták át a közönségnek és ez az építmény az akkori Európa egyik legnagyobb ilyen jellegű építménye volt.

## Fekvése
A főváros legmagasabb pontján, a Budai-hegységbe tartozó, kupola alakú János-hegy tetején, 527 méteres tengerszint feletti magasságon helyezkedik el. A legfelső, negyedik teraszról tiszta időben 75–80 km-es körkilátás nyílik. Kényelmesen áttekinthető belőle a Budai-hegység vidéke: észak felé a Hármashatár-hegy, mögötte pedig a Pilis és a Visegrádi-hegység magasodik, kelet felé sorrendben az Ördög-árok mély völgye, mögötte a Duna völgyében és a Pesti-hordalékkúpsíkságon a főváros terül el, amit északkelet felől a Gödöllői-dombság határol, északnyugat felé a Nagy-Hárs-hegy magasodik, délnyugati irányból a széles Budakeszi-medence, mögötte a Nagy-Kopasz látszik, délkelet felé a Széchenyi-hegy és a Budaörsi-hegy dominálja a tájképet. A kilátóból jó időben (megfelelő széljárás mellett) akár a Magas-Tátra hófedte csúcsai, a Börzsöny és a Mátra kontúrja is felismerhető. Téli, különösen szmogos napokon gyakran előfordul, hogy miközben Budapestet sűrű köd fedi, a János-hegyen ragyogó napsütés van.

### Megközelíthetősége
A Libegő felső állomásától vagy a Gyermekvasút Jánoshegy vagy Virágvölgy vasútállomásától könnyen elérhető. A 21-es, 210B, 212-es, 212B, 221-es és 990-es busz Normafa, látogatóközpont megállóhelyétől közel félórás sétával is megközelíthető a kilátó.

## Története
A kilátótorony építése előtt a hegytetőn egy alacsony, fából készült emelvény állt, melyet 1908-ban bontottak le. A kőből készített kilátótorony építését Glück Frigyes javasolta, majd gyűjtés indult az építkezéshez szükséges pénz előteremtésére, aminek során 51 000 korona gyűlt össze. A főváros közgyűlése 1907-ben elfogadta az építkezés tervét, és Schulek Frigyest bízták meg a tényleges tervek elkészítésével.
1908 tavaszán indult be az építkezés. Az építés vezetője Klunzinger Pál, az építőmester Wellisch Hugó volt. Az építkezéshez szükséges köveket a hegy előtt elterülő lapos tetőről épített kötélpályával szállították a helyszínre, míg a vizet puttonyos kocsikon szállították fel a Svábhegyről. Az építkezéshez haraszti és borosjenői mészkövet használtak fel.
A felépült kilátótornyot 1910. szeptember 8-án adták át a közönségnek, az építmény az akkori Európa egyik legnagyobb ilyen jellegű építménye volt. A kilátót Erzsébet királynéról nevezték el, aki 1882-ben járt a hegyen.  
Neoromán stílusban épült, kör alaprajzú építmény 23,5 m magas és 100 lépcső vezet fel a legfelső szintre. Az alapnál az épület kerülete 53 méter, majd a felére csökken.
A szocializmus éveiben, 1950-től a kilátó tetején messzire világító vörös csillag volt (1956-ban eltávolították, de az 1960-as évek elején ismét visszakerült). A rendszerváltás után lebontották.
Az 1990-es évekre az egész kilátó állaga leromlott. Az életveszélyes állapota miatt a felső szinteket a látogatók elől lezárták. Teljes felújítására 2001-2005 között került sor. Azóta a fogadószinten kis kiállítás tekinthető meg a műemlék épület múltjáról.

### Erzsébet-emlékkő
Sisi 1882-ben háromszor is fölkereste a helyszínt. Látogatásáról egy 1884-ben elhelyezett, 1911-ben felújított emlékkővel emlékeztek meg, szövege Szász Károly 1883-ban kelt alkalmi verse: "Itt állt, s nézett szét Erzsébet drága királynénk, / hol koronát viselő fő soha sem vala még. / S mig itt elragadó látványon lelke merengett, / érzé, országunk szive feléje dobog. / Hódolatunk e helyet nevezé Erzsébet oromnak, / fogják, mig magyar él, áldani lába nyomát."
A jelenlegi emlékkő avatására 2006. szeptember 17-én került sor, a felújított kilátó újbóli megnyitásának egyéves évfordulóján. Felirata megegyezik a korábbiakéval. "Erzsébet császárné és királyné őfelsége 1882-ik év Április 30-án, Május 16-án és Október 9-én e hegyvidéken időzött."

## Képek

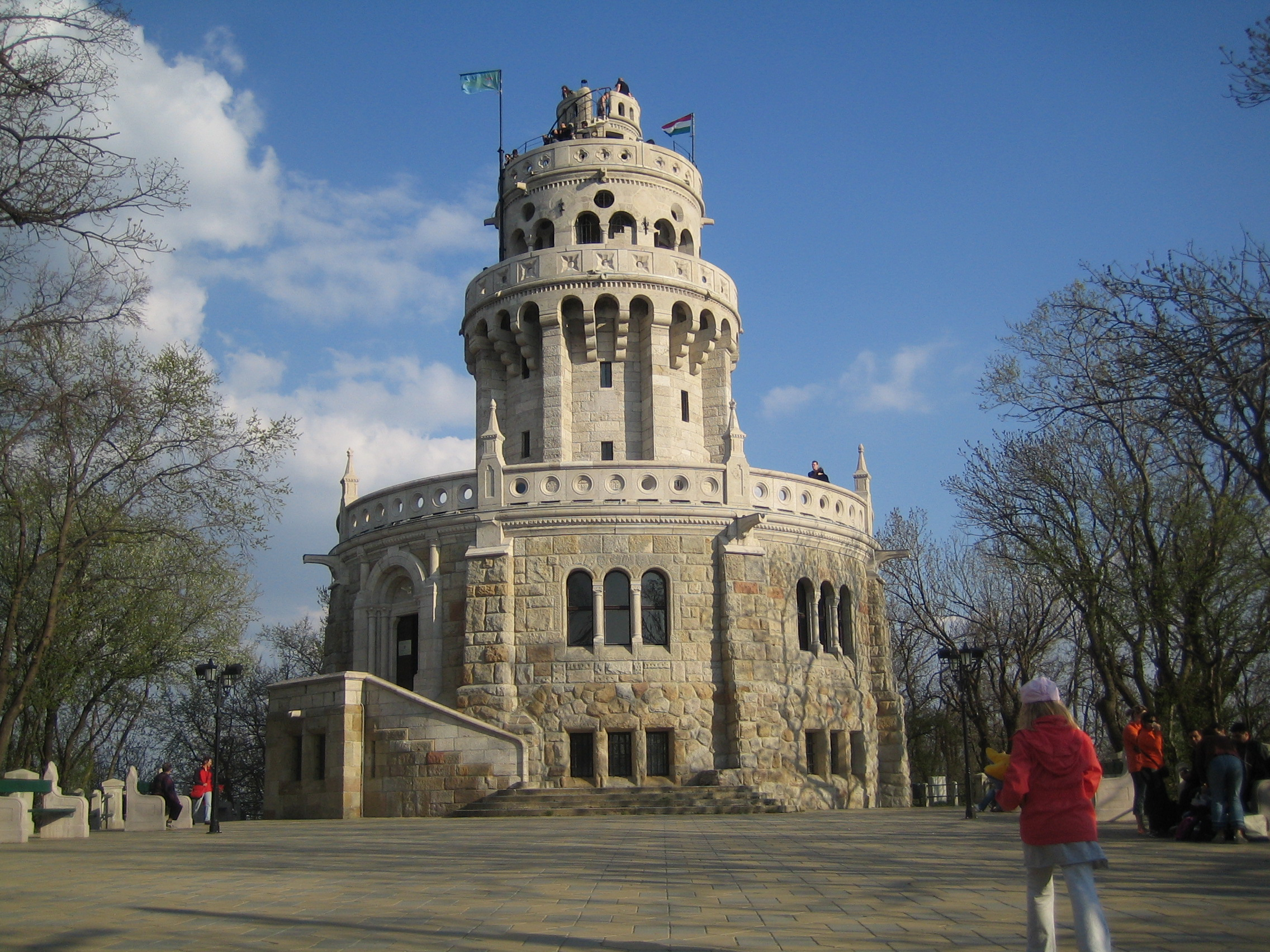
A kilátó 2008 áprilisában
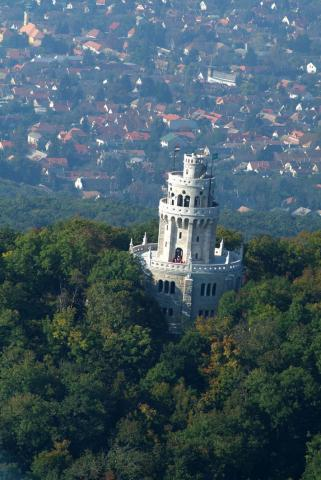
A kilátó légifotója
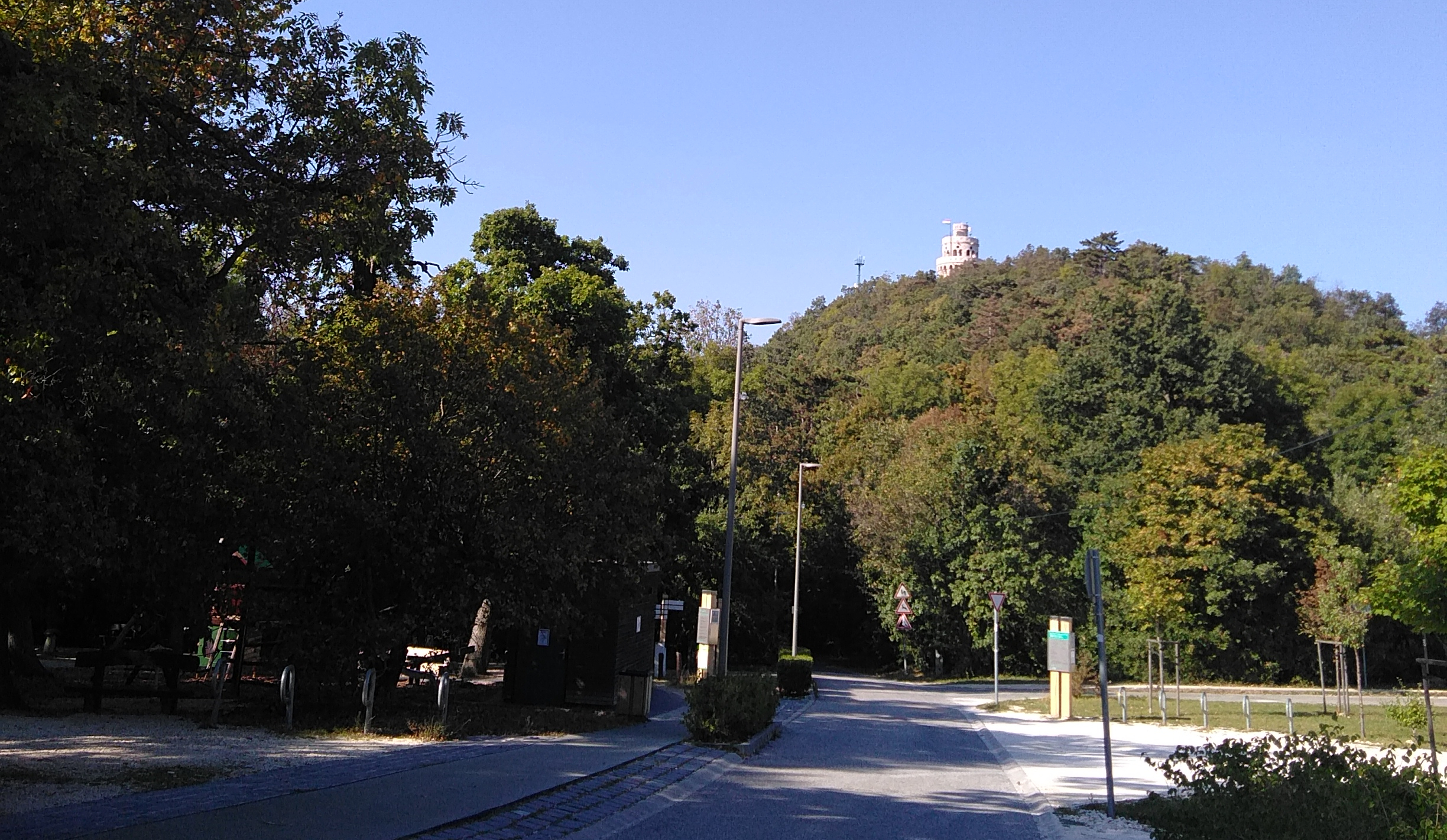
A kilátó a Libegő felső állomása felől
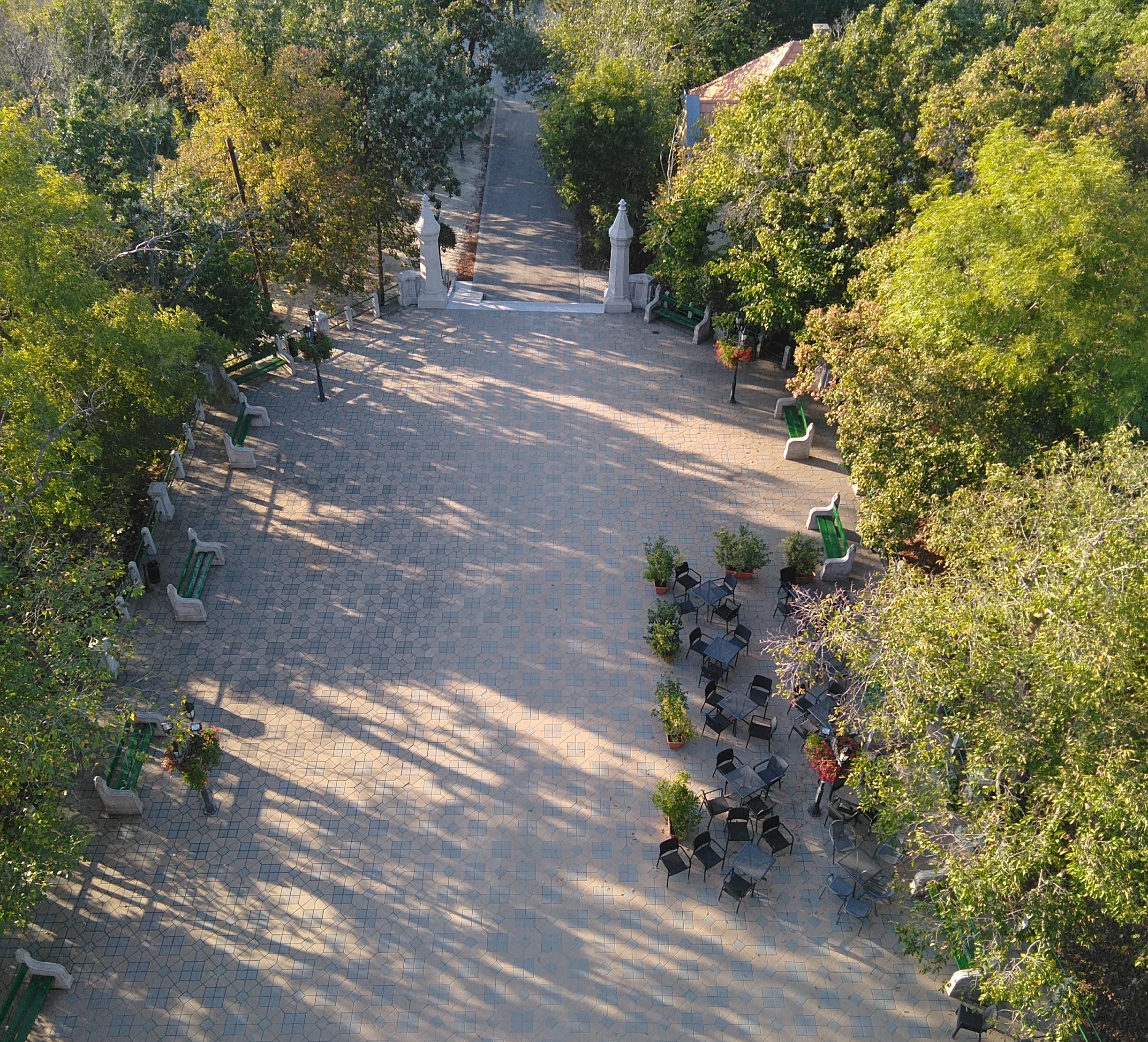
Pihenőtér a kilátó tövében
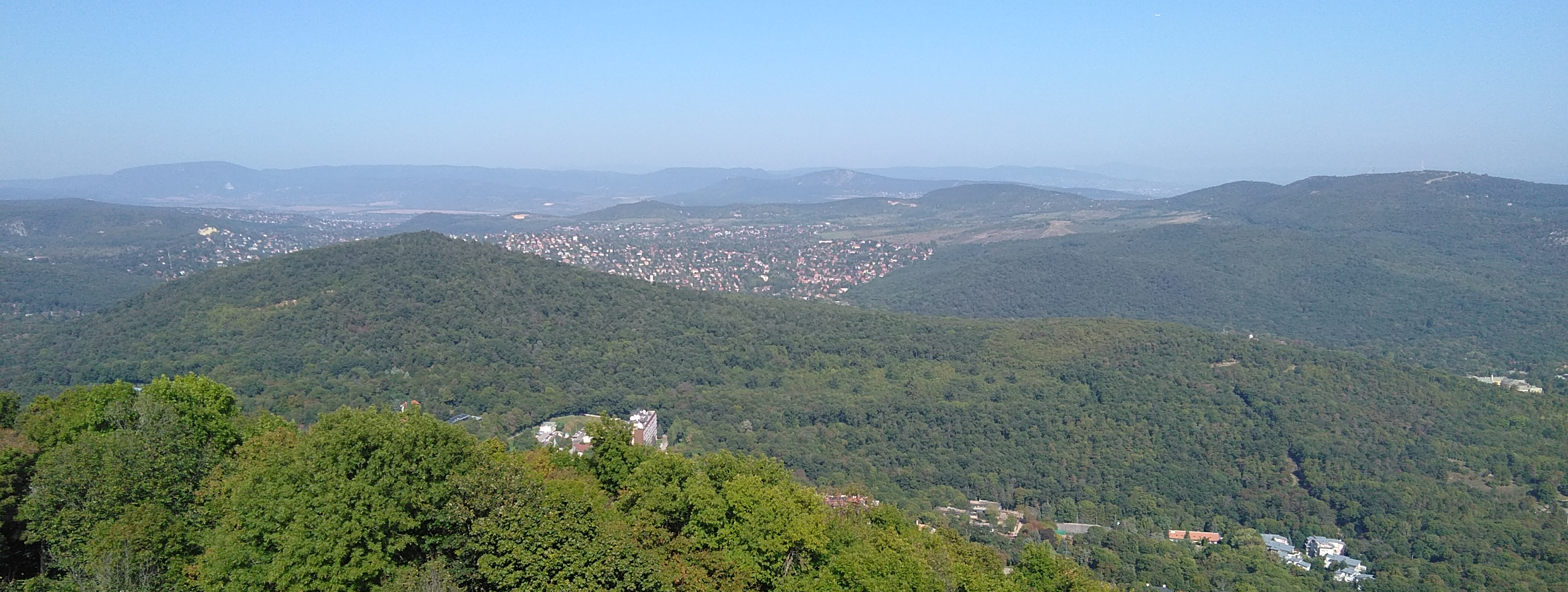
Nagy- és a Kis-Hárs-hegy
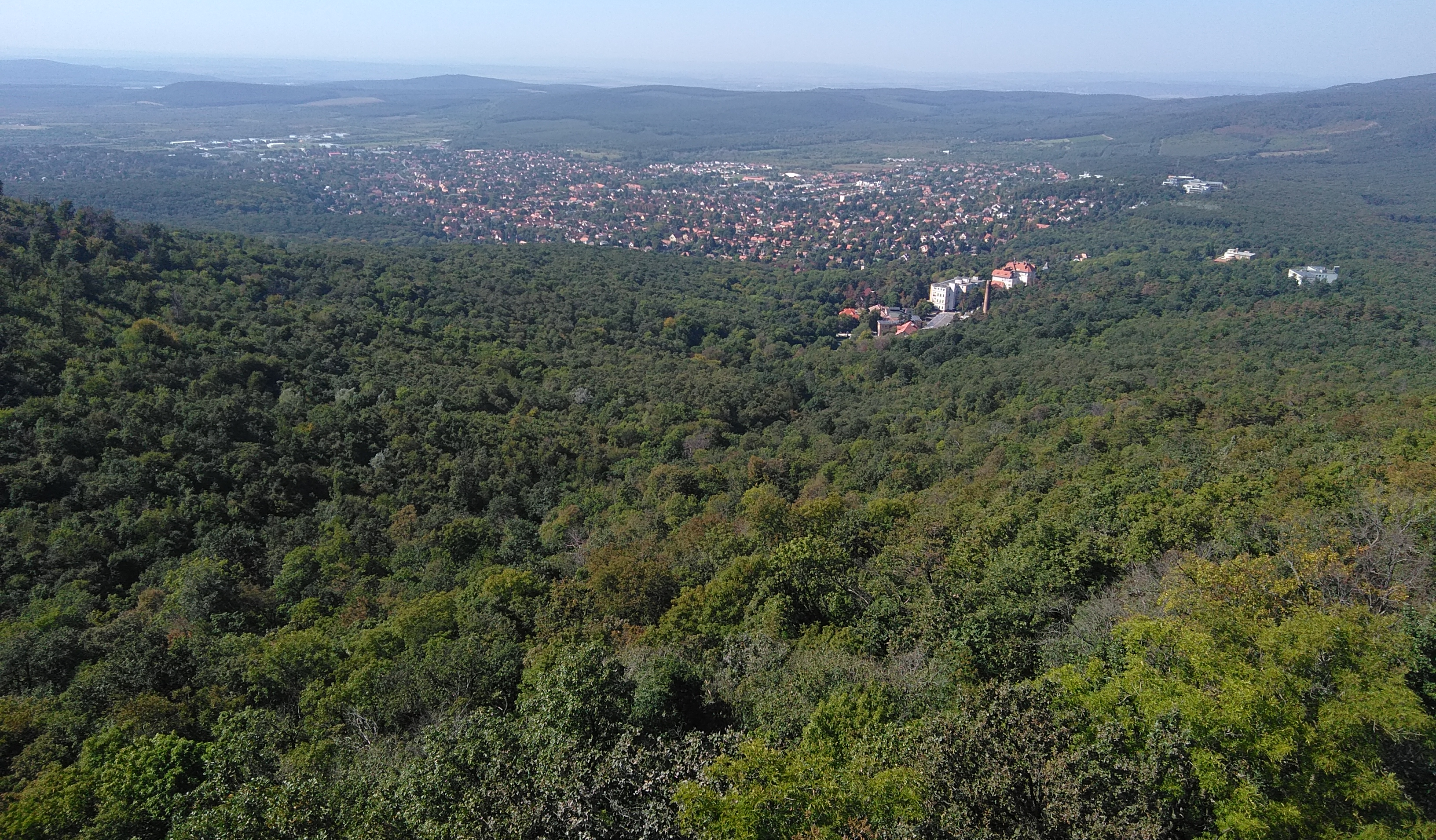
Budakeszi
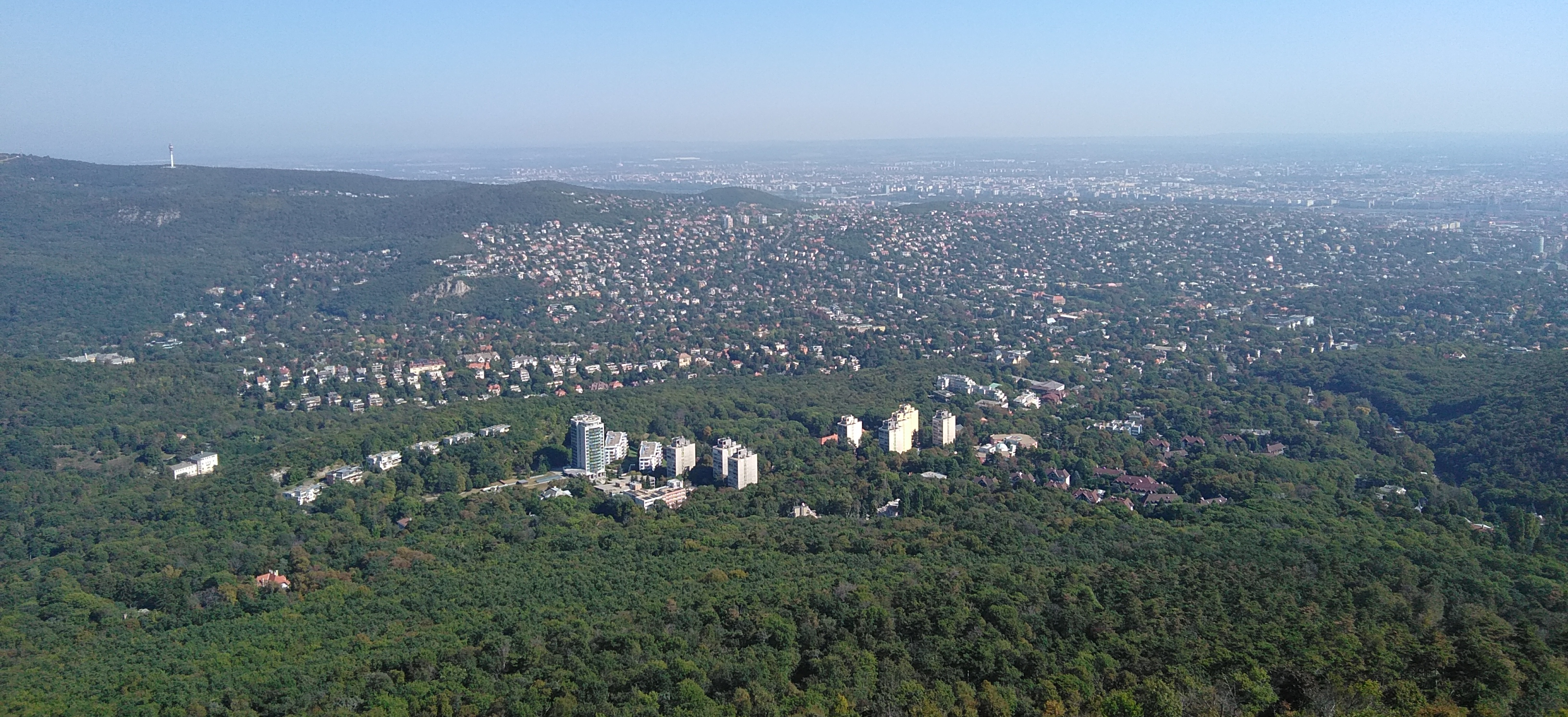
Az Ördög-árok völgye (Zugliget, Pasarét és Törökvész, távolabb a Rózsadomb és a Belváros)
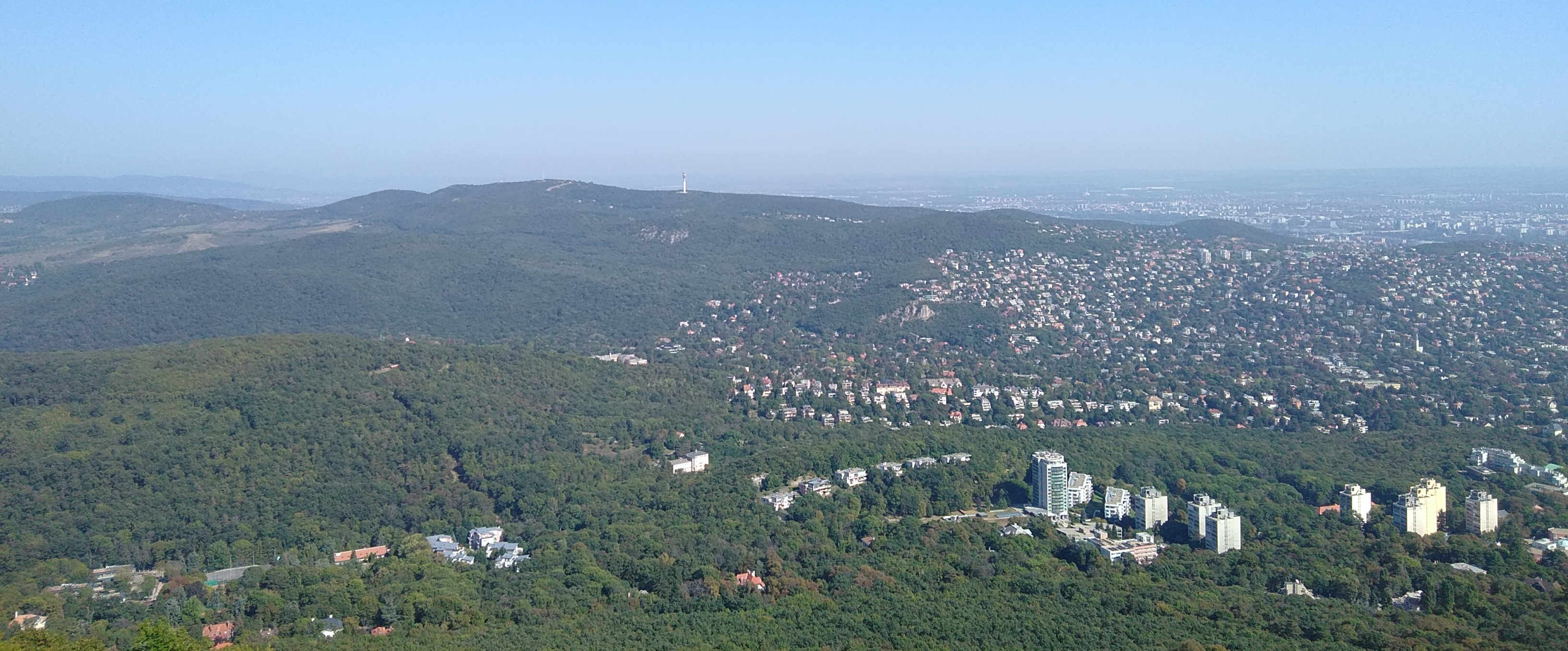
Hármashatár-hegy, Nyék és Kurucles
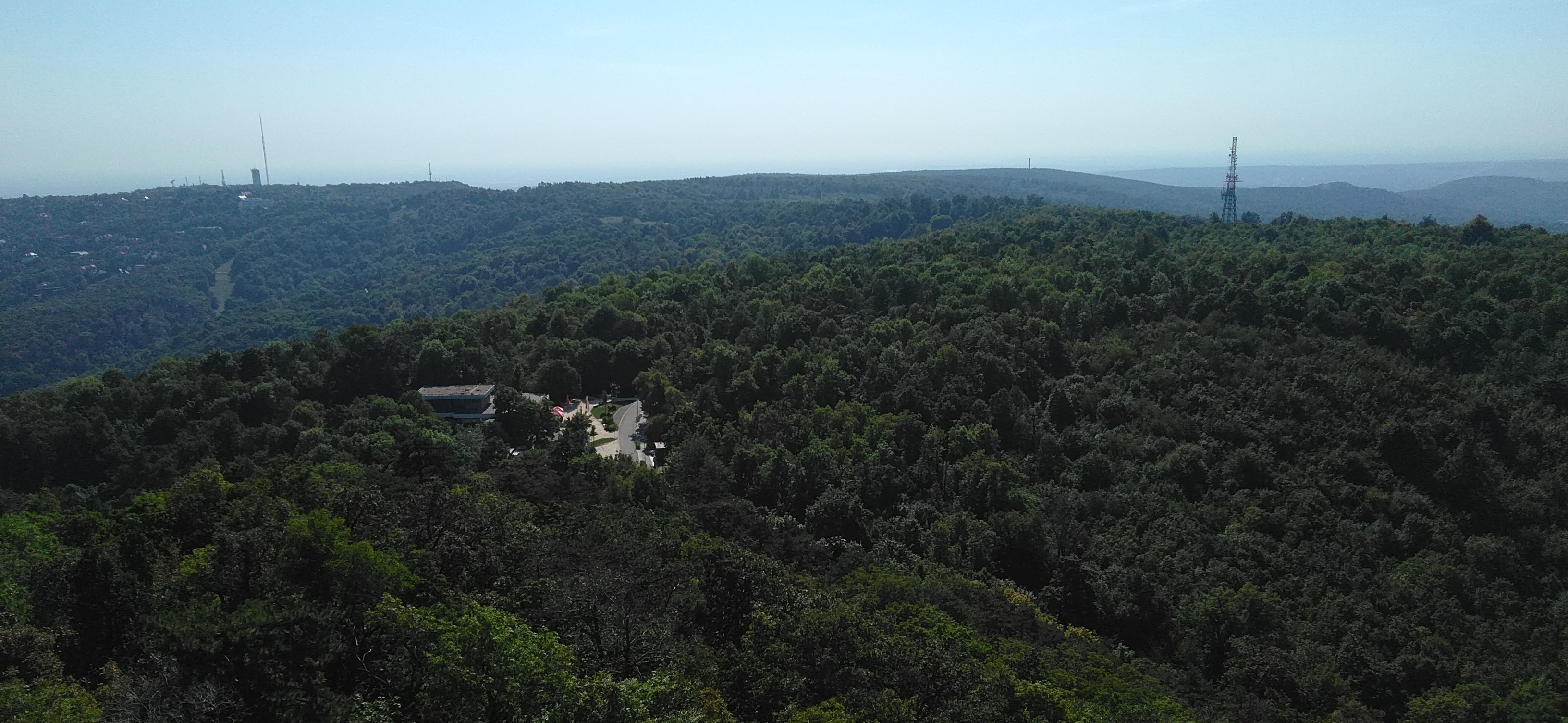
Széchenyi-hegy, Csillebérc, Hármaskút-tető, Normafa és a Libegő
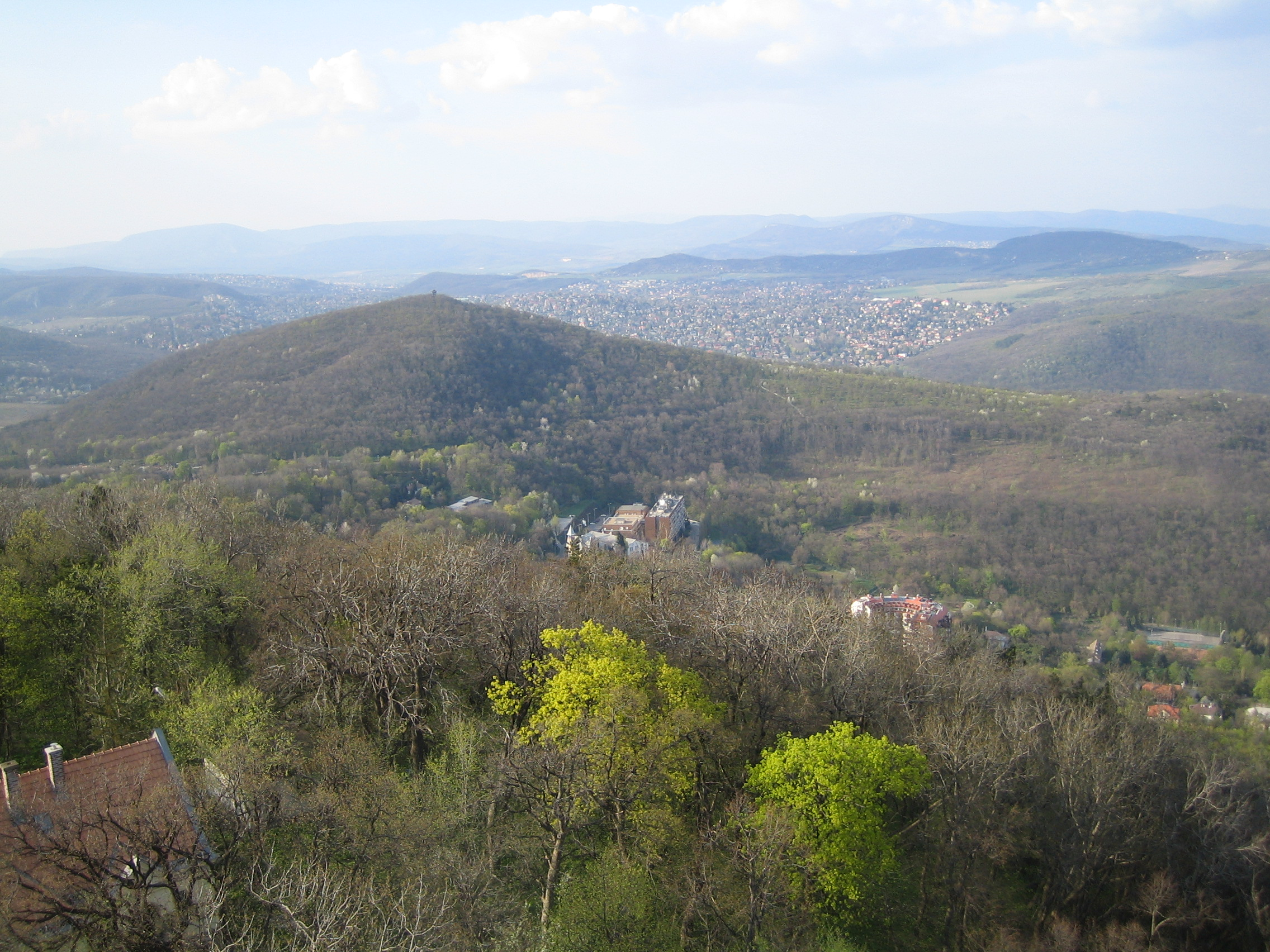
Kilátás az Erzsébet-kilátóból 2008-ban (A Nagy-Hárs-hegy és mögötte Pesthidegkút)
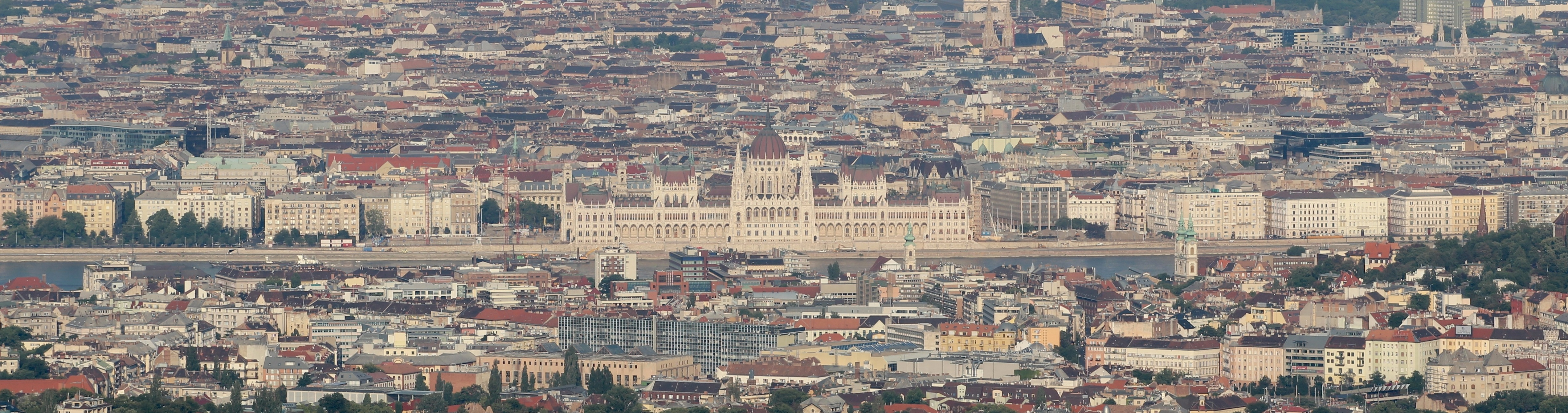
Az Országház a kilátóból